# Jacques Wallage
Jacques Wallage (Apeldoorn, 27 september 1946) is een Nederlands voormalig politicus van PvdA-huize.
Wallage, telg uit een Joods middenstandsgezin, groeide op in Groningen en studeerde na de ulo en de hbs sociologie en planologie in die stad. Ook begon hij zijn politieke loopbaan als gemeenteraadslid in Groningen. Na enige tijd werd hij wethouder in deze gemeente, in het eerste progressieve college (PvdA-CPN-D66), samen met onder meer Max van den Berg en Jos Staatsen. Later (van 1981 tot 1989) was hij lid van de Tweede Kamer voor de PvdA. In 1989 werd hij staatssecretaris van Onderwijs en Wetenschappen in het derde kabinet-Lubbers. In 1993 werd hij staatssecretaris van Sociale Zaken in dit kabinet nadat Elske ter Veld was afgetreden.
Van 1994 tot 1998 was Wallage fractievoorzitter van de PvdA in de Tweede Kamer. Ondanks zijn herverkiezing aanvaardde hij per 1 oktober 1998 de burgemeesterspost in de gemeente Groningen. Hij werd als fractievoorzitter opgevolgd door Ad Melkert. Op 25 juni 2009 nam hij na bijna tien jaar afscheid van deze gemeente als burgemeester. Als reden voor zijn vertrek gaf hij aan: "Je moet voorkomen dat Stadjers hun burgemeester bedoelen als ze het over d'Olle Grieze hebben". Als burgemeester werd hij opgevolgd door Peter Rehwinkel. Per 1 juli 2009 is Wallage benoemd tot voorzitter van de Raad voor het Openbaar Bestuur, als opvolger van Jos van Kemenade. Sinds 1 september van dat jaar is hij daarnaast bijzonder hoogleraar Integratie en Openbaar Bestuur aan de Rijksuniversiteit Groningen.
Op 5 juli 2010 werd Wallage samen met Uri Rosenthal benoemd tot informateur voor een kabinet van VVD, PvdA, D66 en GroenLinks. Dit mislukte en Wallage en Rosenthal legden hun eindverslag voor aan de koningin, waarna hij informateur-af was.
Wallage heeft veel belangstelling voor kunst en cultuur. Hij verzamelt werk van Els Amman en schreef een kleine studie over de Groningse schrijver Nico Rost.
In het voorjaar van 2012 kwam Wallage samen met ex-premier Wim Kok in het nieuws toen beiden als commissaris van PostNL instemden met hoge bonussen voor de directie, die de pakketdienst TNT had verkocht. Dezelfde directie had echter duizenden postbodes op straat gezet, en de postbezorging was van degelijk veranderd in onbetrouwbaar. De negatieve publiciteit voor de commissarissen kwam in verkiezingstijd de PvdA slecht uit, en lijsttrekker Diederik Samsom verklaarde en public dat hij Kok en Wallage had opgebeld om hen zijn ongenoegen kenbaar te maken. Wallage zei desgevraagd tegen het Algemeen Dagblad "niet blij" te zijn met de openbare discussie.

## Familie
Zijn eerste echtgenote was de biologe Marijke Drees, een dochter van Willem Drees jr. en een kleindochter van Willem Drees. Wallage is van haar gescheiden en hertrouwd met haar zus, de dieren-fysiotherapeut Fransien Drees.

## Eerbewijzen
Wallage is Ridder in de Orde van de Nederlandse Leeuw en hij werd ingeschreven in het Gouden Boek van de Stad Groningen, wat hem "Ereburger" maakt.
- Digitale Bibliotheek voor de Nederlandse Letteren: wall063
- Gemeinsame Normdatei: 141779497
- International Standard Name Identifier: 0000 0000 8223 2083
- Library of Congress Control Number: n2002062949
- NARCIS: PRS1319931
- Nederlandse Thesaurus van Auteursnamen: 074751034
- Parlement.com: vg09llmvo7y6
- Virtual International Authority File: 41202023
- WorldCat: E39PBJm9bDdHrKfWcpxxxxyrv3